# Sussaba bicarinata
Sussaba bicarinata là một loài tò vò trong họ Ichneumonidae.